# Skew Siskin
Skew Siskin é uma banda alemã de hard rock conhecida por sua canção "If The Walls Could Talk" (1992).
Liderados por Nina C. Alice, Siskin passaram por muitas mudanças de formação ao longo da carreira, com Jim Voxx sendo o único membro consistente. Siskin lançaram seis álbuns de estúdio e uma compilação de álbuns em sua carreira de quinze anos.
Lemmy do Motörhead tem muitas vezes contribuído para álbuns Siskin, e Siskin ter contribuído para seu álbum solo em andamento.

## Formação
- Nina C. Alice: vocal
- Henning Menke: baixo
- Randy Black: percussão (ex-Annihilator, Primal Fear, Rebellion)
- Jim Voxx: guitarra

Outros membros
- Crash Klick: percussão
- Spray: baixo
- Nik Terry: percussão
- Jogy Rautenberg: baixo
- Stefan Schwarzmann: percussão

## Discografia
- Skew Siskin - 1992
- Electric Chair Music - 1996
- Voices from the War - 1996
- What the Hell - 1999
- Album of the Year - 2003
- Devil's Disciple (compilação) - 2005
- Peace Breaker - 2007